# Municipio de Vidette
El municipio de Vidette (en inglés: Vidette Township) es un municipio ubicado en el condado de Fulton en el estado estadounidense de Arkansas. En el año 2010 tenía una población de 467 habitantes y una densidad poblacional de 3,75 personas por km².

## Geografía
El municipio de Vidette se encuentra ubicado en las coordenadas 36°26′44″N 92°6′1″O / 36.44556, -92.10028. Según la Oficina del Censo de los Estados Unidos, el municipio tiene una superficie total de 124.69 km², de la cual 124,69 km² corresponden a tierra firme y (0 %) 0 km² es agua.

## Demografía
Según el censo de 2010, había 467 personas residiendo en el municipio de Vidette. La densidad de población era de 3,75 hab./km². De los 467 habitantes, el municipio de Vidette estaba compuesto por el 98,72 % blancos, el 0,43 % eran amerindios y el 0,86 % eran de una mezcla de razas. Del total de la población el 0,21 % eran hispanos o latinos de cualquier raza.